# In Waves
In Waves es el quinto álbum de estudio de la banda estadounidense de heavy metal, Trivium. Lanzado en todo el mundo en diversas fechas 2 de agosto de 2011 y 9 de agosto de 2011, por Roadrunner Records. 

## Recepción de la crítica
In Waves ha recibido favorable a las revisiones mezcladas de los críticos, con un promedio de puntuación de 66 sobre la base de 13 evaluadores sobre la revisión de concentración de Metacritic sitio web.
Eduardo Rivadavia de Allmusic calificó el álbum cuatro de cinco estrellas y comentó: "... Trivium probablemente será vilipendiado, una vez más para tomar el mismo tipo de retroceso creativo que los aficionados claman por lo general de Metallica, Slayer y otras bandas de abajo ,. que es la esencia de la venda de la Florida "no puede ganar" mucho en la vida, pero siempre hay la esperanza de que esto va a cambiar, en el tiempo "[14] Otra crítica positiva vino de Ian Inwood de la BBC, en su revisión, señaló "... esto no puede ser más que suficiente para Trivium para hacer retroceder las manecillas del reloj hasta el punto que el mundo estaba a sus trastes, pero la idea de que esta es una banda cuyos mejores días están detrás de ellos es que, al menos por ahora, está descansando en el hielo ". AltSound también se expresó positivamente sobre el álbum, e incluso después de decir "Trivium no se han cubierto", en referencia a sus discos anteriores, pero que lo llaman "... un símbolo de triunfo y en general un sonido, grabar perfectamente sólido." 
Revista Revolver calificaron el álbum de tres de cinco estrellas y resumen, "un registro incompatibles con destellos de brillantez, en ondas que, sin embargo, mantener a los fans acérrimos Trivium feliz". 
In Waves fue recibido con críticas negativas, sobre todo Jamie Thomson de The Guardian. Que, en su revisión, señaló que, "En las ondas se producen en exceso y sin piedad como pulido como el metal moderno hace, y lo peor para él."

## Ventas
In Waves vendió 22 000 copias en su primera semana de lanzamiento y debutó en el # 13 en el Billboard 200 y en el # 1 en las listas Billboard Hard Rock [18], lo que es el registro más alto de gráficos Trivium ha lanzado hasta la fecha. En Canadá, el álbum debutó en el # 32 en la carta de los álbumes de Canadá. [19] El álbum también marcó en el Reino Unido en el # 17 en el Top 40 del Reino Unido carta de los álbumes, # 6 en Japón y # 8 en Alemania.

## Lista de temas
Todas las canciones escritas y compuestas por Trivium. 
| Original |                                    |          |  |
| N.º      | Título                             | Duración |  |
| 1.       | «"Capsizing the Sea"»              | 1:30     |  |
| 2.       | «"In Waves"»                       | 5:02     |  |
| 3.       | «"Inception of the End"»           | 3:48     |  |
| 4.       | «"Dusk Dismantled"»                | 3:47     |  |
| 5.       | «"Watch the World Burn"»           | 4:53     |  |
| 6.       | «"Black"»                          | 3:27     |  |
| 7.       | «"A Skyline's Severance"»          | 4:52     |  |
| 8.       | «"Built to Fall"»                  | 3:08     |  |
| 9.       | «"Caustic Are the Ties That Bind"» | 5:34     |  |
| 10.      | «"Forsake Not the Dream"»          | 5:20     |  |
| 11.      | «"Chaos Reigns"»                   | 4:07     |  |
| 12.      | «"Of All These Yesterdays"»        | 4:21     |  |
| 13.      | «"Leaving This World Behind"»      | 1:32     |  |
| 50:09    |                                    |          |  |

## Personal
- Matt Heafy: Voz, guitarra rítmica
- Corey Beaulieu: guitarra líder, coros
- Paolo Gregoletto: Bajo, coros
- Nick Augusto: Batería, percusión

- Datos: Q609437